# サン＝マルタン・デュ・カニグー修道院

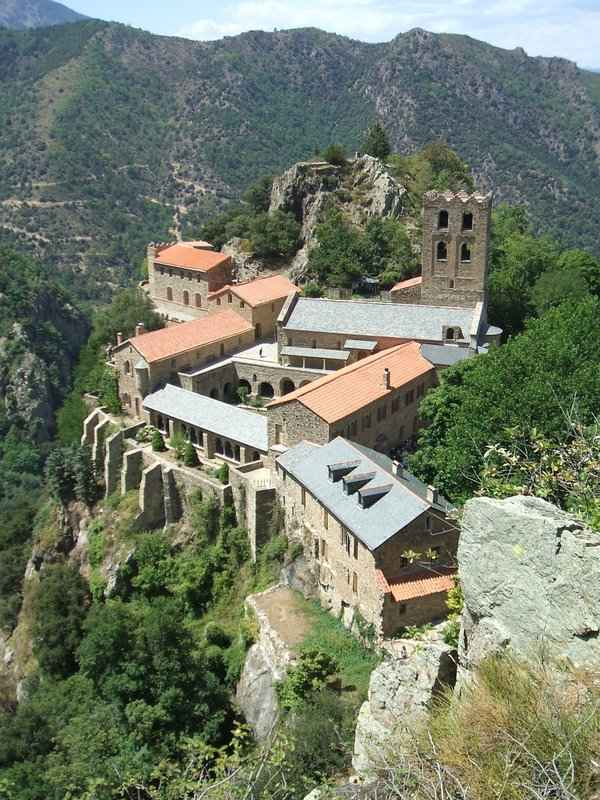
カニグー修道院

サン＝マルタン・デュ・カニグー修道院 （フランス語: Abbaye Saint-Martin du Canigou, カタルーニャ語: L'abadia de Sant Martí del Canigó）は、フランス、ピレネー山脈にあるカトリック教会の修道院。短縮してカニグー修道院とも呼ばれる。ピレネー＝オリアンタル県の小さなコミューンのカステーユ（オック語でカステルCastel）に属する。修道院はカニグー山の岩がちな尖峰の奥に佇んでいる。1889年、歴史的記念物に指定された。

## 歴史
この修道院はサルダーニャ伯ギフレ2世の発案によって設置された。初めて文献に登場するのは997年であり、このころには建設工事が始められていたと考えられる。これ以降に夥しい数の寄進が行なわれており、建設が間断なく着実に行われていたことを示している。
教会は1009年11月10日、エルヌ司教オリバによって聖別され、聖母マリア、聖マルタン、聖ミシェルへ献堂された。そのしばらく後に聖ゴデリックの聖遺物を授かっている。これに際して修道院と教会堂が拡張され、再び聖別された（正確な年代は未詳であり1014年か1026年とされる）。サルダーニャ伯ギフレ2世はこの修道院で余生をおくり、1049年に没した。
しかしながらこの修道院の衰えは早く、早くも12世紀にはサント＝マリー・ド・ラグラス修道院（オード県ラグラス）に併合された。この併合は摩擦の原因となったが、これは最終的にローマ教皇の仲裁により解消されている。しかし修道院は回復の困難なほどの衰退に陥ることとなった。
またカタルーニャ地方に多くの爪痕を残した1428年2月のカタルーニャ大地震（fr）により深刻な被害を受け、教会はどうにか破壊を逃れたものの多くの建物が破壊され、鐘楼は先端が損なわれた。修復にはアルヌ司教座が動員されたものの財力が不足しており、再建工事は非常に長引くこととなった。
1506年に修道院はフランス王家の管理下に置かれ、1782年、ルイ16世によって教会財産は国有化された。
フランス革命後の恐怖政治時代、最後の修道士らが追放された後で修道院は閉鎖され、修道院内の財物は四散した。その後、建物の石材は周辺住民によって建設資材として転用され、回廊の柱頭や彫刻・家具などは持ち去られた。
修道院の再興は20世紀初頭を待たねばならなかった。1902年にカタルーニャ人であるペルピニャン司教ジュール=ルイ=マリー・ド・カルサラード・デュ・ポン（Jules-Louis-Marie de Carsalade du Pont）が再建に着手したが、この時点では鐘楼、一部崩壊した教会堂、および下層部回廊の3歩廊しか満足に残されていなかった。この再建作業は1932年までかかることとなる。
1952年から1983年にかけて司祭ベルナール・ド・シャバンヌが修道院の修復工事を行い、宗教生活を復興した。